# Леоновка (Крыжопольский район)
Леоно́вка (укр. Леонівка) — село на Украине, находится в Крыжопольском районе Винницкой области.
Код КОАТУУ — 0521982002. Население по переписи 2001 года составляет 284 человека. Почтовый индекс — 24621. Телефонный код — 4340.
Занимает площадь 1,585 км².

## Адрес местного совета
24620, Винницкая область, Крыжопольский р-н, с. Джугастра, ул. Тельмана, 115а